# 2015年亚洲跳水杯
2015年亚洲跳水杯为第六届亚洲跳水杯于2015年9月4日至9月6日在马来西亚吉隆坡举行。本赛事单项个人3米跳板及10米跳台的首名将获得2016年夏季奥林匹克运动会跳水比赛参赛资格。

## 奖牌榜
*   主办国
| 排名 | 国家／地区 | 金牌 | 银牌 | 铜牌 | 總數 |
| ---- | ---------- | ---- | ---- | ---- | ---- |
| 1    | 中国       | 8    | 6    | 2    | 16   |
| 2    | 马来西亚   | 3    | 6    | 2    | 11   |
| 3    |            | 2    | 1    | 6    | 9    |
| 4    | 印度尼西亞 | 0    | 0    | 2    | 2    |
| 5    | 澳門       | 0    | 0    | 1    | 1    |
| 总计 | 总计       | 13   | 13   | 13   | 39   |

## 部分成绩

### 男子
| 项目           | 金牌                        | 银牌                        | 铜牌                          |
| 1公尺跳板      | 彭建烽（CHN）               | 钟宁明（CHN）               | 禹河览（KOR）                 |
| 3公尺跳板      | 黄兹梁（MAS）               | 阿末安沙（MAS）             | 彭建烽（CHN）                 |
| 10公尺跳台     | 黄兹梁（MAS）               | 曹李智（CHN）               | 禹河览（KOR）                 |
| 双人3公尺跳板  | 金永南（KOR） 禹河览（KOR） | 黄博文（CHN） 钟宁明（CHN） | 安迪里彦（INA） 阿迪约（INA） |
| 双人10公尺跳台 | 金永南（KOR） 禹河览（KOR） | 曹李智（CHN） 黄子凎（CHN） | 印度尼西亚 · 印度尼西亚       |

### 女子
| 项目        | 金牌                 | 银牌                 | 铜牌          |
| 1米跳板     | 屈琳 （CHN）         | 金娜米 （KOR）       | 刘甜 （CHN）  |
| 3米跳板     | 吴春婷（CHN）        | 诺达比塔·萨比（MAS） | 张俊虹（MAS） |
| 10米跳台    | 诺达比塔·萨比（MAS） | 素米娅（CHN）        | 骆佳宜（MAS） |
| 双人3米跳板 | 许智欢 吴春婷        | 甘泞嘉 黎蓓怡        | 金娜米 金淑智 |

## 参赛国家
- 中国
- 印度尼西亞
- 日本
- 澳門
- 马来西亚